# Amati

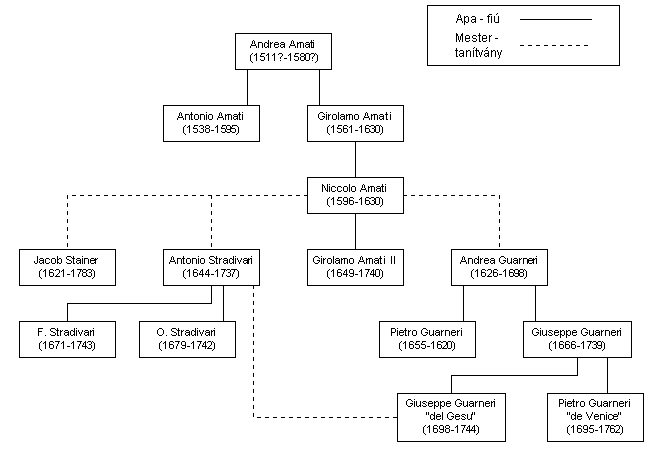
Az Amati-iskola

Amatinak hívták azt az olasz hegedűkészítő családot, amelynek tagjai Cremonában készítettek különböző vonós hangszereket – főleg gambákat és hegedűket – 1550 és 1740 között.
Andrea Amati (1505/1510–1577, 1535-1611) készítette az első, mai napig fennmaradt hegedűt.
Őt követték fiai, Antonio (1540–1638, 1555-1640) és Girolamo (Geronimo, 1561–1630, 1556-1630). Az utóbbinak fia, Nicola (Nicolò, Nicoleo) Amati, aki 1596. szeptember 3-án született, és 1684. augusztus 12-én halt meg, volt a legkiemelkedőbb mester a családból. Ő tökéletesítette a már addig is kiváló modellt, hogy sokkal jobb hangot lehessen elérni rajta. Bár általában kis méretű hegedűket készített, tőle származnak az ún. „Nagy Amatik” is.
Nicola tanítványa volt Antonio Stradivari, Andrea Guarneri és még sokan mások. Fia, az utolsó hangszerkészítő Amati, Hieronymous (Geronimo vagy Girolamo, e néven a második a családban) 1740-ben halt meg.

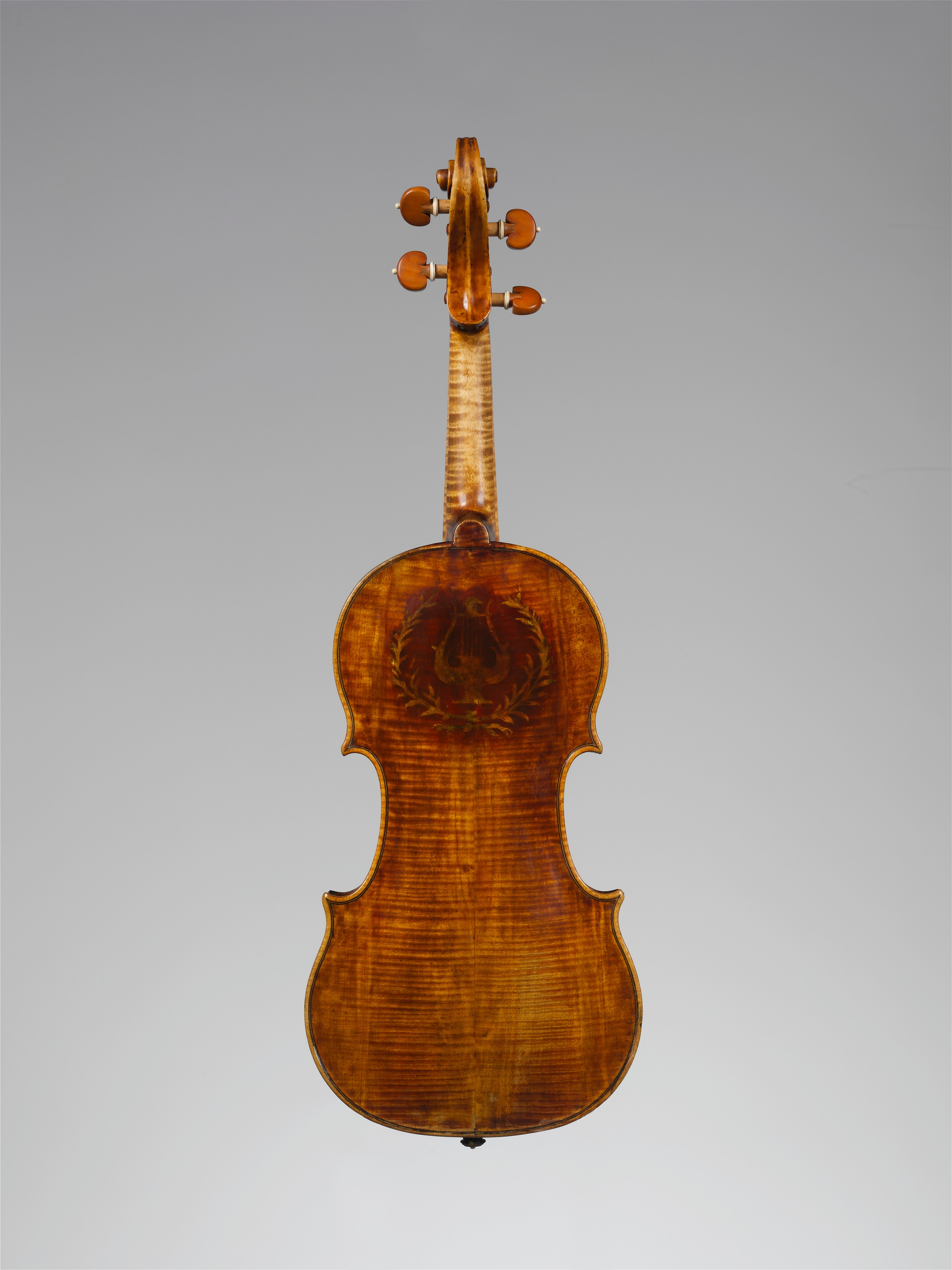
Egy Amati-hangszer hátlapja, amely Cremonában, 1669-ben készült

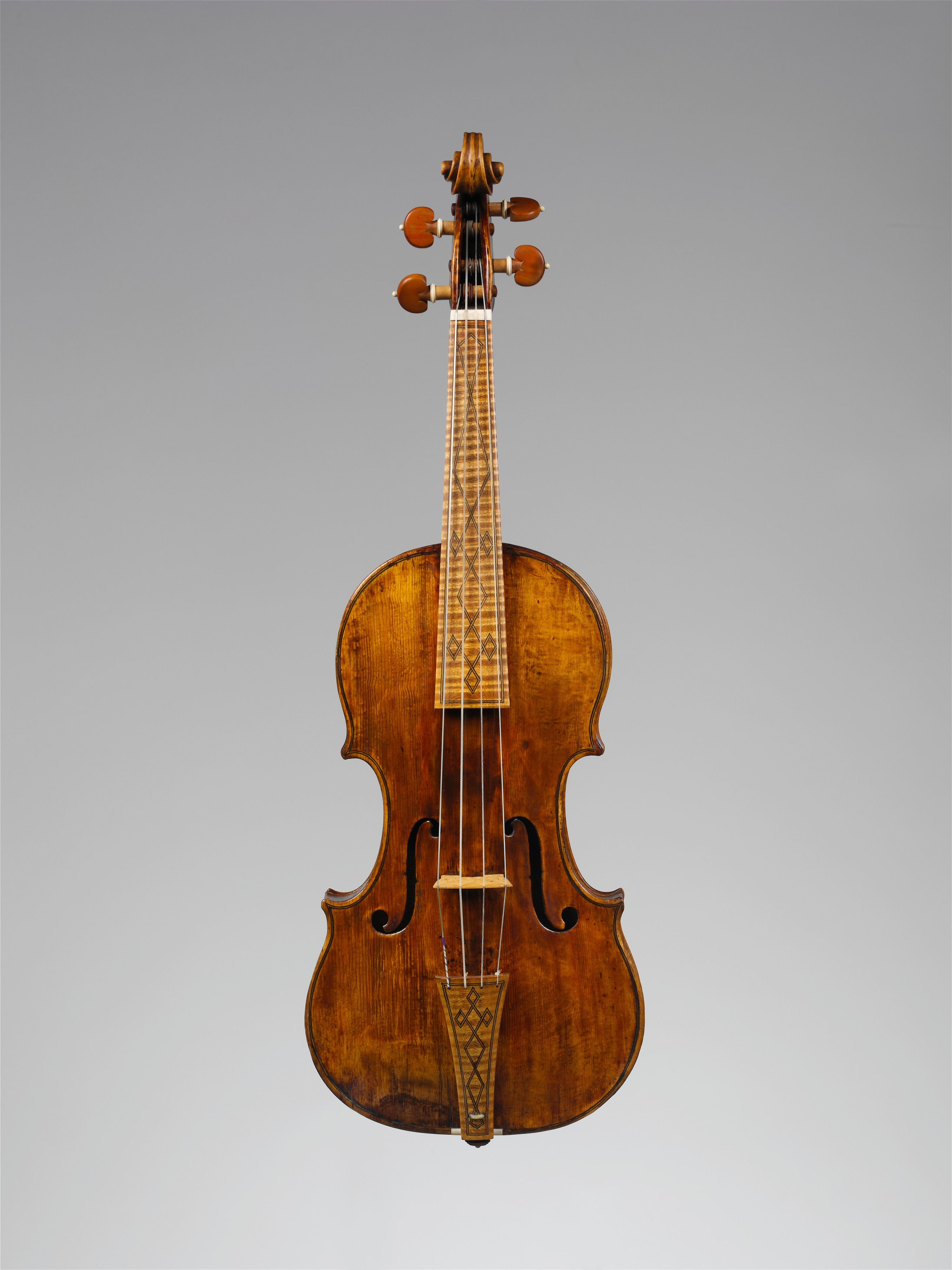
Ugyanazon hangszer elölnézetből